# Zanja María
Zanja María är en ort i Mexiko.   Den ligger i kommunen Tantoyuca och delstaten Veracruz, i den sydöstra delen av landet, 230 km norr om huvudstaden Mexico City. Zanja María ligger 130 meter över havet och antalet invånare är 137.
Terrängen runt Zanja María är huvudsakligen platt, men åt nordväst är den kuperad. Runt Zanja María är det ganska tätbefolkat, med 72 invånare per kvadratkilometer. Närmaste större samhälle är Tantoyuca, 9,5 km norr om Zanja María. Trakten runt Zanja María består till största delen av jordbruksmark.